# Philipp Herkenhoff
Philipp Herkenhoff (* 29. Juni 1999 in Mettingen) ist ein deutscher Basketballspieler auf der Position des Flügelspielers. Er misst 2,09 Meter.

## Laufbahn
Herkenhoff stammt aus Hagen am Teutoburger Wald und spielte in der Jugend für die örtlichen Hagen Huskies, später für den Osnabrücker SC und die Artland Dragons. Mit den Quakenbrückern wurde er 2014 deutscher U16-Meister und ein Jahr später Vizemeister, als Herkenhoff als bester Spieler des Endturniers ausgezeichnet wurde. Im Frühjahr 2015 nahm er in Kroatien am „Jordan Brand Classic International Camp“, einem Trainingslager, zu dem einige der talentiertesten Spieler Europas seines Jahrgangs eingeladen waren, teil.
Zur Saison 2015/16 wechselte er zum SC Rasta Vechta. Er bekam zwei Kurzeinsätze in der ProA-Mannschaft der Niedersachsen, die in jener Saison in die Bundesliga aufstiegen, spielte aber vorrangig in Vechtas zweiter Herrenmannschaft in der 1. Regionalliga. Vom Internetdienst eurobasket.com wurde Herkenhoff in der Saison 2015/16 zum besten Neuling der Regionalliga Nord gekürt. Im selben Jahr wurde Herkenhoff von der NBBL mit dem Roland-Geggus-Preis als Liganeuling des Jahres ausgezeichnet. Am 7. November 2016 gab er in der Partie gegen Jena sein Bundesliga-Debüt. Im Februar 2017 wurde er zum Trainingslager „Basketball without Borders Camp“ nach New Orleans eingeladen, um sich dort mit Talenten aus aller Welt zu messen.
Mit Rasta stieg er in der Saison 2017/18 als Meister der 2. Bundesliga ProA in die erste Liga auf. Herkenhoff kam im Meisterjahr in 39 Spielen zum Einsatz und verbuchte im Schnitt 7,6 Punkte sowie 3,9 Rebounds je Begegnung. Im April 2019 schrieb Herkenhoff seinen Namen beim Draft-Verfahren der nordamerikanischen Liga NBA ein, zog die Anmeldung im Juni aber wieder zurück. Mit Rasta erreichte er im Spieljahr 2018/19 das Bundesliga-Halbfinale, Herkenhoff kam in 39 Bundesliga-Einsätzen während der Erfolgssaison im Durchschnitt auf 6,5 Punkte sowie 3,2 Rebounds. Obwohl er lang wegen einer Fußverletzung aussetzen musste, erreichte Herkenhoff in der Saison 2020/21 mit 11,2 Punkten je Begegnung eine neue persönliche Bundesliga-Bestmarke, wurde mit Vechta allerdings Tabellenletzter.
Nach dem Bundesliga-Abstieg verließ er Vechta und ging zu Ratiopharm Ulm. Mit Ulm wurde Herkenhoff 2023 deutscher Meister, er erzielte im Verlauf des Meisterschaftsspieljahres 2022/23 in 21 Bundesligaeinsätzen im Mittel 2,8 Punkte, nachdem er im April 2023 in Folge einer rund einjährigen Verletzungspause (Knie) ins Spielgeschehen zurückgekehrt war. Im Oktober 2024 traf er mit Ulm in den Vereinigten Staaten in einem Freundschaftsspiel auf die Portland Trail Blazers. Es war das erste Mal, dass sich eine deutsche Mannschaft in dem Land mit einem Vertreter der NBA maß. Herkenhoff kam in dem Spiel auf sechs Punkte. Im Juni 2025 stand er mit Ulm in der Endspielserie um die deutsche Meisterschaft, die man knapp gegen München verlor.
Zur Saison 2025/26 kehrte er nach Vechta zurück.

## Nationalmannschaft
Herkenhoff wurde 2012 erstmals zu einem Lehrgang des U13-Perspektivkaders berufen. Er nahm 2015 mit der deutschen U16-Auswahl an der Europameisterschaft in Litauen teil. Bei der U18-EM im Dezember 2016 kam er in allen sechs Turnierspielen zum Einsatz und verbuchte auf dem Weg zum vierten Rang jeweils 1,7 Punkte und Rebounds pro Partie.
Bei der U19-Weltmeisterschaft 2017 in Kairo erzielte Herkenhoff in sieben Spielen im Schnitt 6,4 Punkte und kam mit der deutschen Mannschaft auf den fünften Platz. Im selben Jahr war er mit 12 Punkten je Einsatz (wie auch Jonas Mattisseck) bester Werfer der deutschen Nationalmannschaft bei der U18-Europameisterschaft in der Slowakei. Anfang Juni 2018 wurde er ins Aufgebot der U20-Nationalmannschaft berufen.
Seine erste Berufung in das Aufgebot der A-Nationalmannschaft bekam Herkenhoff Anfang November 2018 von Bundestrainer Henrik Rödl für die beiden WM-Qualifikationsspiele in Griechenland (30. November 2018 in Patras) und gegen Estland (3. Dezember 2018 in Ludwigsburg).
Im Juli 2019 errang er mit der U20-Nationalmannschaft die EM-Bronzemedaille. Mit durchschnittlich 16 Punkten je Begegnung war er im Turnierverlauf bester deutscher Korbschütze. Auch seine 8,2 Rebounds pro Partie waren Mannschaftshöchstwert.